# 伊恩贾姆巴卡姆
伊恩贾姆巴卡姆（Injambakkam），是印度泰米尔纳德邦Kancheepuram县的一个城镇。总人口10084（2001年）。

## 人口
该地2001年总人口10084人，其中男性5272人，女性4812人；0—6岁人口1493人，其中男791人，女702人；识字率73.28%，其中男性为78.09%，女性为68.02%。